# Club Atlético Minero
Il Club Atlético Minero è una società calcistica peruviana con sede nella città di Matucana, situata nel dipartimento di Lima. Fondato nel 1997, nel 2008 ha partecipato al Campeonato Descentralizado, massima serie del campionato peruviano di calcio, per la prima volta nella sua storia e retrocedendo al termine della stessa stagione. Dopo sette anni in Segunda División, nel 2016 non si è iscritto al campionato di terza serie, la Copa Perú, nel quale era appena retrocesso.

## Palmarès

### Altri piazzamenti
- Segunda División:

Secondo posto: 2007